# Филотово
Филотово — деревня в Клепиковском районе Рязанской области. Входит в состав Ненашкинского сельского поселения.

## География
Находится в северной части Рязанской области на расстоянии приблизительно 12 км на северо-восток по прямой от районного центра города Спас-Клепики.

## История
В 1859 году здесь (тогда деревня Рязанского уезда Рязанской губернии) было учтено 19 дворов, в 1897 — 39.

## Население
Численность населения: 138 человек (1859 год), 255 (1897), 10 в 2002 году (русские 100 %), 6 в 2010.